# Giovanni Visconti (cardeal)
Giovanni Visconti (data incerta - entre julho e novembro de 1277) foi um cardeal italiano, possivelmente Deão do Sagrado Colégio dos Cardeais.

## Biografia
Nascido em Piacenza, de acordo com Lorenzo Cardella, era sobrinho do Papa Gregório X. Ele foi ostensivamente criado cardeal-bispo de Sabina por seu tio em 1275 e em 1276 foi nomeado juiz do caso sobre a translação do bispo Giovanni de Potenza para a arquidiocese de Monreale, postulada pelo capítulo da catedral de Monreale, juntamente com os cardeais Simon de Brion e Matteo Rosso Orsini.
Os estudiosos modernos concluíram que nenhum cardeal existia no século 13 porque o suburbicária de Sabina foi ocupada por Bertrand de Saint-Martin a partir de 1273 até pelo menos 1277. O documento do Papa João XXI sobre a postulação do bispo Giovanni de Potenza à Sé de Monreale, na verdade, refere-se ao cardeal Bertrand e até mesmo o chama explicitamente pelo nome.
Todavia, algumas fontes apontam que o cardeal Bertrand teria morrido em 28 de março de 1275 e assim, Visconti teria o sucedido como Bispo de Sabina e como Decano do Sacro Colégio.